# Медленные фильтры
Медленные фильтры (также английские фильтры) — устаревший тип фильтров, применяемых для очистки воды в системах питьевого водоснабжения. Медленные фильтры не требуют использования коагулирования воды. С 1920-х годов в крупных системах водоснабжения вытеснены скорыми фильтрами, которые работают с водой под напором и требуют гораздо меньше площади при той же производительности.

## История
Медленные песочные фильтры называются также английскими (такое название было очень распространено в начале XX века) из-за того, что впервые появились в Англии: первые английские фильтры были построены инженером Симпсоном в 1829 году для Лондонского водопровода и очищали воду из Темзы. Более ранние конструкции песчаных фильтров использовались в Шотландии: с 1804 года в Пэйсли, с 1807 года в Глазго и с 1827 года в Гриноке; последняя конструкция инженера Роберта Тома (англ. Robert Thom) была близка к фильтрам Симпсона.
В Берлине медленные фильтры были построены в 1853 году, в Варшаве в 1880-х годах, в Москве — в 1902 году на Рублёвской водопроводной станции.

## Конструкция
Вода в медленных фильтрах очищается с помощью плёнки, которая создаётся из задержанных мелкопористой перегородкой фильтра взвешенных частиц. В качестве перегородки обычно используется слой мелкозернистого песка. Эффективность плёночного фильтрования высока, таким образом удаляется до 98 % загрязнений, в том числе бактериальных.
Медленный фильтр представляет собой открытый или закрытый (в холодном климате) резервуар шириной до 6 метров и длиной до 60 метров, заполненный мелким кварцевым песком на гравийной подложке.
Поверх песка подаётся вода (слоем 1,2—1,5 метра), которая фильтруется сквозь песок со скоростью 0,1—0,2 метра в час под действием силы тяжести.
При мутности воды свыше 700 мг/л перед медленными фильтрами устанавливаются микрофильтры или префильтры для предварительной очистки воды.
Скорость фильтрования в медленном фильтре задаётся специальным регулятором, расположенным в камере, отводящей очищенную воду. Благодаря регулятору вытекание очищенной воды поддерживается на постоянном уровне, что обеспечивает заданную скорость фильтрования.
После заполнения водой вновь загруженный фильтр вначале плохо очищает воду, но постепенно фильтр становится «зрелым», и начинает работать хорошо. При созревании фильтра в верхнем слое песка образуется биологическая «плёнка» из водорослей, бактерий и осевших частиц глины. Особенно полезными считаются водоросли en:Bacillariaceae, которые придают плёнке сходство с войлоком.

## Регенерация
В процессе фильтрования материал фильтра («загрузка») постепенно забивается взвешенными частицами и толщина плёнки постепенно возрастает. Хотя качество профильтрованной воды при этом улучшается, плотная плёнка замедляет фильтрацию. Для сохранения производительности фильтра постепенно увеличивают напор воды, поддерживая возрастающую разницу уровней в фильтре и отводящей камере. Однако это возможно лишь до некоторого предела, так как большой напор может привести к прорыву плёнки и ухудшению качества воды.
Поэтому периодически выполняется регенерация загрузки с помощью:
- удаления верхнего слоя песка толщиной 15—20 миллиметров, с периодическим пополнением промытым или свежим песком или
- механического или гидравлического разрыхления поверхностного слоя загрузки и смыва загрязнений потоком воды.